# Henri Segers
Henri Segers (Bruselas, Bélgica; 20 de mayo de 1921-Tervuren, Bélgica; 2 de julio de 1983) fue un director de orquesta y pianista belga.

## Carrera
Henri Segers empezó a tocar el piano con su padre, que era dueño de una tienda de instrumentos de segunda mano. Fue reconocido como un niño prodigio, y su primera actuación delante de una audiencia fue con siete años. Años más tarde, a los doce años, empezó a estudiar piano clásico en el Real Conservatorio de Bruselas. En 1938, se graduó con un primer premio entregado por sus profesores. Aunque Segers parecía estar destinado a una carrera de música clásica, siempre prefirió el jazz, y hasta la invasión alemana de Bélgica en 1940, tocó el piano en varias orquestas de jazz.
Durante la Segunda Guerra Mundial, Segers continuó trabajando en Bruselas, siendo el pianista en las orquestas jazz de Fud Candrix, Gus Deloof y Jean Omer. A pesar de que este género estaba prohibido en esa época, la orquesta continuó actuando con éxito. En 1944, dejó la orquesta de Jean Omer y trabajó en una discográfica como pianista acompañante. Ese mismo año, Segers fundó su propia banda de jazz en Bruselas y la llamó L'Heure Bleue.
En 1953, un servicio nacional de televisión se formó, introduciendo así la televisión en Bélgica. Desde el principio, la banda de Segers apareció regularmente en los programas de entretenimiento. Tres años más tarde, Ernest Blondeel comisionó a Segers para formar una gran orquesta para las emisiones de televisión.
Los músicos que actuaban en la orquesta de Segers desde el principio fueron Frans Van Dyck (trombonista), Albert Caels (trompetista), Jo Van Wetter (guitarrista), Constant Letellier (clarinetista y saxofonista), Roger Vanhaverbeke (contrabajista) y Jo De Muynck (percusionista).
Entre 1956 y 1965, Segers y su orquesta trabajaron en incontables programas de televisión, siendo el más exitoso el programa musical Music Parade, en el que estrellas de Bélgica y del extranjero interpretaban sus éxitos acompañados de la banda de Sergers.
De 1965 a 1966, Segers trabajó como arreglista para la casa discográfica de Jean Kluger. En 1967, formó una orquesta de once personas. Mientras tanto, una nueva orquesta se había formado por Jack Say, que incluía a doce de los músicos de la orquesta anterior de Segers.

## Retiro
Debido a problemas de matrimonio y salud, Segers fue forzado a dejar la RTB a finales de 1970. En sus últimos años, su mujer y su único hijo murieron antes que él. Segers falleció el 2 de julio de 1983 debido a una cirrosis.